# 이그제큐티브 에이전시
이그제큐티브 에이전시(executive agency)는 영국 정부, 스코틀랜드 정부, 웨일스 정부 또는 북아일랜드 행정부의 행정 기능의 일부를 수행하기 위해 관리 및 예산적으로 분리된 정부 부서의 일부이다. 이그제큐티브 에이전시는 비부처 정부 부서 및 비부처 공공 기관(또는 "광역 정부")과 구별되는 "정부 기계"(machinery of government) 장치로, 각각은 장관 통제와 법적 및 헌법적 분리를 누린다. 이 모델은 여러 다른 국가에서 적용되었다.

## 규모 및 범위
에이전시에는 잘 알려진 여러 조직(His Majesty's Prison Service 및 Driver and Vehicle Licensing Agency 등)이 포함된다. HM 트레저리에서 할당한 각 에이전시의 연간 예산은 가장 작은 에이전시의 경우 수백만 파운드에서 법원 서비스의 경우 7억 파운드까지 다양하다. 사실상 모든 정부 부서에는 최소한 하나의 에이전시가 있다.

## 같이 보기
- 국유기업
- 영국의 정부 부처
- 미국정부의 독립기관
- 미국 연방 행정각부